# Chorali
Chorali is een compositie voor orkest van de Fin Aulis Sallinen.

## Muziek
Het voorstel voor dit werk kwam van dirigent Paavo Berglund. Hij was destijds chef-dirigent van het Fins Radiosymfonieorkest. Hij wilde wel een werk spelen waarbij de secties blaasinstrumenten en percussie allemaal een partij hadden. Daarnaast waren de ouders van de componist toen net overleden. Sallinen kwam met een rustig en stemmig werk voor 32 blazers, percussie, harp en celesta. Het valt in twee muzikale themas uiteen. De houtblazers zitten vast in een dalende tweeklank, dat deel uitmaakt van een vier- en zesdelige notenreeks (afhankelijk hoe vaak herhaald wordt). Het fragiele en engelachtige hout wordt daarin bijgestaan door de buisklokken. Daartegenover bevinden zich de stevige koperblazers, die dan weer een klimmende reeks noten laat horen en dan weer een dalende. Het hout is in het geheel grotendeels tonaal; het koper atonaal uitmondend in een tonaal koraalachtige melodie. Wat het werk interessant maakt voor de latere composities is dat de chromatische akkoorden hier niet direct neergezet worden, doch opgebouwd. Het werk bestaat uit één deel en er zijn behoudens bovenstaande verschillen geen andere indelingen. Wel kent het tempoaanduidingen, die nauwelijks waarneembaar zijn:
- lento assai – poco piu mosso (tempo II) – sempre poco piu mosso – tempo II – tempo I – sempre piu allargando – tempo I.

De componist herinnert zich nog een anekdote over het werk. Een recensent, die de uitvoering niet kon bijwonen, hoorde het werk via de radio. Hij merkte in zijn recensie op, dat het weliswaar een aardig stuk was, maar dat de partij voor de strijkers te dun van klank vond.

## Orkestratie
- 4 dwarsfluiten, 4 hobo’s, 4 klarinetten, 4 fagotten
- 6 hoorns, 4 trompetten, 4 trombones, 2 tuba's
- 2x percussie, harp, celesta.

## Première
De opdracht voor het werk werd gegeven door een muziekfestival van Helsinki, alwaar de première plaatsvond. Het Fins Radiosymfonieorkest speelde echter niet onder leiding van Berglund, maar onder leiding van Okko Kamu.

## Discografie
- Uitgave BIS Records 41; Filharmonisch Orkest van Helsinki o.l.v. Paavo Berglund
- Uitgave CPO: Staatsphilharmonie Rheinland-Pfalz o.l.v. Ari Rasilainen
- Uitgave Chandos Records; Royal Northern College of Music Wind Orchestra o.l.v. Clark Rundell
- Uitgave Caprice Records; het Stockholm Symphonic Wind Ensemble